# Sat inteligent
Conceptul de sate inteligente (smart villages) este o abordare modernă la nivel mondial pentru comunitățile fără rețea. Viziunea din spatele acestui concept este de a ajuta factorii de decizie politică, donatorii și planificatorii socioeconomici pentru electrificarea rurală⁠(d) la nivel mondial.
Conceptul a primit multă atenție în contextul țărilor asiatice și africane, deși este întâlnit și în alte părți ale lumii, cum ar fi Europa. Conceptul de sate inteligente este angajat în eforturile de combatere a barierelor reale în calea accesului la energie în sate, în special în țările în curs de dezvoltare, cu ajutorul metodologiei tehnologice, financiare și educaționale. Un obiectiv major al satelor inteligente este adoptarea resursei regenerabile în locul combustibilului fosil, care este văzut ca fiind cea mai bună abordare care poate fi dezvoltată prin intermediul sistemelor off-grid sau al comunităților.

## Sisteme off-grid și comunități off-grid
Termenul „off-grid” în sine este foarte larg și se referă pur și simplu la „a nu utiliza sau a nu depinde de electricitatea furnizată prin intermediul rețelelor principale sau naționale și generată de principalele infrastructuri energetice”. Termenul este, de asemenea, utilizat pentru a descrie un anumit stil de viață care este întruchipat de structuri autonome. Sistemele off-grid au o capacitate semi-autonomă sau autonomă de a satisface cererea de energie electrică prin producția locală de energie. Termenul de sisteme off-grid acoperă atât mini-rețelele pentru deservirea mai multor utilizatori, cât și sistemele autonome pentru aparate sau utilizatori individuali. În pofida utilizării combustibililor fosili pentru generarea de energie electrică de către mini-sistemele sau sistemele individuale în afara rețelei, se definește în general faptul că sistemele în afara rețelei se bazează de fapt pe resurse regenerabile de energie. Termenii „micro-rețea, nano-rețea și pico-rețea” sunt utilizați pentru a diferenția diferitele tipuri de mini-rețele cu praguri de mărime în cadrul abordării off-grid.
Accesul la energie electrică neîntreruptă și la costuri reduse pentru dezvoltarea socioeconomică este o cerință importantă. Există o cerere universală de soluții bazate pe rețea și în afara rețelei pentru a asigura accesul la electricitate în întreaga lume, fără o abordare off-grid, creșterea cererii și scăderea ofertei nu pot fi stabilizate pentru omenirea de pe această planetă.
Aproximativ 80% din populația lumii trăiește în zone rurale și majoritatea acestor persoane nu au acces la electricitate. Din cauza lipsei locurilor de muncă, oamenii din zonele rurale migrează către zonele urbane, unde găsesc oportunități de angajare mult mai ușor datorită infrastructurii industriale stabilite în principal pe baza disponibilității electricității. Proiectele de generare a energiei electrice ale Agenției Internaționale pentru Energie Regenerabilă (IRENA) bazate pe tehnologia energiei regenerabile la costuri reduse reprezintă opțiunea atractivă pentru electrificarea în afara rețelei în majoritatea zonelor rurale din țările asiatice. Activitatea sa va satisface cererea de electricitate rurală și va oferi oportunități de angajare pentru a minimiza urbanizarea rapidă.

## Modelul ICT Village
Modelul ICT Village provine din necesitatea de a furniza tehnologii și servicii celor mai defavorizate comunități pentru a le permite să își promoveze propria dezvoltare. Modelul replicabil al ICT Village se concentrează pe trei tipuri de intervenții: i) asigurarea unei educații pentru tineri, cu scopul de a valorifica resursele locale și de a crea locuri de muncă; ii) asigurarea unui nivel de bază de sănătate; iii) asigurarea accesului la internet pentru întreaga comunitate, în vederea consolidării capacității acesteia de dezvoltare socioeconomică.
Modelul ICT Village, dezvoltat și lansat de OCCAM, Observatorul pentru Comunicare Digitală⁠(d), a avut un ecou larg, influențând profund diferite niveluri ale societății: modelul a fost chiar citat de USSTRATCOM⁠(d) Global Innovation and Strategy Center într-unul din documentele sale privind Village Infrastructure Kit-Alpha (VIKA).

## Sate inteligente din Asia
Conform unei publicații scrise pentru Corporația Financiară Internațională (IFC) în 2012, Asia are cea mai mare populație din lume care nu are acces la rețea, cu 55% din populația globală care nu are acces la rețea și 798 de milioane de oameni care nu au acces la electricitate. Conform estimărilor, aproximativ 700 de milioane sau 90% se aflau în Asia rurală. Cu toate acestea, studiile de cercetare arată că țările din Asia de Sud și Africa Subsahariană nu au reușit să își extindă rata de electrificare. În timp ce progresul electrificării în regiuni precum America Latină și Asia de Est (China) indică o creștere rapidă. Țările din Asia Centrală sunt binecuvântate cu resurse suficiente și își exportă surplusul de electricitate către țările vecine.
Electrificarea este foarte dorită de toate comunitățile rurale. Diferite organizații internaționale, naționale și locale utilizează diferiți indicatori pentru măsurarea și raportarea mini-rețelelor sau a sistemelor autonome. Țările din Asia de Sud s-au concentrat pe electrificarea în afara rețelei în cadrul tendinței actuale de electrificare rurală (ER) la nivel regional. India, Bangladesh, Sri Lanka și Nepal au înregistrat rezultate bune în ceea ce privește ER prin intermediul comunităților fără rețea.